# Kőkeszi
Kőkeszi (szlovákul: Kamenné Kosihy) község Szlovákiában, a Besztercebányai kerületben, a Nagykürtösi járásban.

## Fekvése
Nagykürtöstől 17 km-re délnyugatra fekszik.

## Története
1135-ben "Kukezu" néven említik először, de mivel Györffy György ezt a nevet a mai Dacsókeszivel azonosítja valószínűbb, hogy az 1270-es oklevélben szereplő "Kezu" falut kell tekinteni a község első írásos említésének. Neve alapján a honfoglalás után a Keszi törzs szálláshelye lehetett. A falunak már a 14. században volt plébániája. Lakói főként állattartással foglalkoztak. Birtokosai a Sembery, Ivánka, Géczy, Bende és Méhes családok voltak. 1715-ben 2, 1720-ban 9 adózója élt itt. 1828-ban 36 házában 220 lakos volt, akik főként mezőgazdaságból éltek.
Vályi András szerint "KŐKESZI. Magyar falu Hont Várm. földes Urai több Uraságok, lakosai katolikusok, fekszik Balassa Gyarmathoz, más fél mértföldnyire, legelője elég van, fája tűzre kevés, épűlere pedig nints."
Fényes Elek szerint "Kőkeszi, (Kamene, Keszike), Hont m. magyar falu, 220 kath., 3 evang. lak., kik földmivelésből és bortermesztéből élnek. Kath. paroch. templom. F. u. többen. Ut. p. Balassa-Gyarmat."
A trianoni békeszerződésig Hont vármegye Ipolynyéki járásához tartozott. 1938 és 1944 között újra Magyarország része volt.

## Népessége
| Év:            | 1994. | 2004.   | 2014.   | 2024.   |
| -------------- | ----- | ------- | ------- | ------- |
| Emberek száma: | 374   | 344     | 343     | 359     |
| Eltérés:       |       | -8,02 % | -0,29 % | +4,66 % |

| Év:            | 2023. | 2024.   |
| -------------- | ----- | ------- |
| Emberek száma: | 356   | 359     |
| Eltérés:       |       | +0,84 % |

1880-ban 211 lakosából 194 magyar, 6 szlovák, 1 német anyanyelvű és 10 csecsemő volt. 197 római katolikus, 10 evangélikus és 4 zsidó lakta.
1890-ben 209 lakosából 208 magyar és 1 szlovák anyanyelvű volt.
1900-ban 213 lakosa mind magyar anyanyelvű volt.
1910-ben 209 lakosából 208 magyar és 1 szlovák anyanyelvű volt.
1921-ben 252 lakosából 200 magyar és 37 csehszlovák volt.
1930-ban 222 lakosából 201 magyar és 10 csehszlovák volt.
1941-ben 303 lakosából 287 magyar és 16 szlovák volt.
1970-ben 330 lakosából 249 magyar és 81 szlovák volt.
1980-ban 464 lakosából 296 magyar és 165 szlovák volt.
1991-ben 367 lakosából 260 magyar és 105 szlovák volt. 
2001-ben 362 lakosából 254 magyar és 104 szlovák volt.
2011-ben 354 lakosából 241 magyar és 108 szlovák.

## Nevezetességei
- Szent Márton tiszteletére szentelt római katolikus temploma 1862-ben épült.

## Külső hivatkozások
- Községinfó
- Kőkeszi Szlovákia térképén
- E-obce.sk Archiválva 2008. szeptember 16-i dátummal a Wayback Machine-ben